# Thassos
Thassos eller Thasos är en 384 km² stor ö i Thrakiska sjön i den nordligaste delen av Egeiska havet. Den ligger 7 km söder om grekiska fastlandet vid floden Nestos mynning. Ön hör till prefekturen Nomós Kaválas och regionen Östra Makedonien och Thrakien i Grekland.  Ön har cirka 13 200 invånare (2010). Centralort är Thassos. Enligt den grekiska mytologin bodde sirenerna på ön. 

## Geografi
Thassos är bergigt (den högsta toppen Hypsarion är 1 206 m ö.h.), uppbyggt av gnejs, glimmerskiffer och kornig kalksten, men ön är ändå bördig och skogrik. Den var i forntiden berömd i synnerhet för sina rika guldbergverk, men de gamla guldgruvorna är länge sedan uttömda. Marmor bryts ännu idag på ön.

## Historia
Efter att i urminnes tid ha tagits i besittning av fenicier ska den mot slutet av 700-talet f.Kr. ha erhållit grekiska nybyggare från Paros, bland vilka var även skalden Archilochos. Dessa lyckades efter långvariga strider med de närboende thrakerna trygga sitt välde över ön och även underlägga sig åtskilliga orter på fastlandet. Vid persernas framryckning mot Grekland (493 f.Kr.) måste Thassos underkasta sig, men inträdde efter deras förjagande i Atens vapenförbund. 463 f.Kr. gjordes det till en attisk besittning. Av den forna, med ön liknämnda huvudstaden på norra kusten finns ruiner i behåll.
1204-1453 innehades ön av venezianerna, och 1460 blev den turkisk. 1841 gavs Thassos åt sultanen till egyptiska vicekonungen Muhammed Ali, vars förfäder härstammade från ön. Den förvaltades sedan i omkring 60 års tid av en egyptisk guvernör jämte ett av befolkningen valt råd. Under Första världskriget besattes Thassos 10 juni 1916 av de allierade västmakterna.

## Kommunikationer
Från hamnarna i Kavala och Keramoti kan man ta färja ut till Thassos. Närmsta flygplats (Kavalas internationella flygplats) ligger på fastlandet mellan Kavala och Keramoti.